# Арамаки, Синдзи
Синдзи Арамаки (яп. 荒牧 伸志 Арамаки Синдзи, родился 02 октября 1960 года) — японский дизайнер мехов и режиссёр аниме. Известен своими работами в жанре меха с использованием CG технологий.

## Биография
В начале 1980-х Арамаки присоединился к студии Artmic, где работал дизайнером меха в аниме Bubblegum Crisis. Со временем он начал работать режиссёром отдельных серий, например, в Megazone 23 или Genesis Survivor Gaiarth.
В возрасте 44 лет Синдзи Арамаки срежиссировал свой первый полнометражный фильм под названием «Яблочное зёрнышко». Фильм обратил на себя внимание, благодаря использованной в его разработке сел-шейдерной оцифровке, напоминающей традиционную рисованную анимацию. Именно режиссура принесла Синдзи Арамаки всеобщую известность.

## Работы

### Дизайнер меха
Аниме
- Mobile Suit Gundam (1979)
- Genesis Climber Mospeada (1983—1984)
- Megazone 23 (1985)
- Bubblegum Crisis (1987)
- Metalskin Panic Madox-01 (1988)
- Ai no Kusabi (1992—1994)
- Gasaraki (1998—1999)
- Wolf's Rain (2003)
- Fullmetal Alchemist (2003)
- Astro Boy (2003)
- Naruto the Movie: Ninja Clash in the Land of Snow (2004)
- Halo Legends (2010)
- Captain Earth (2014)

Игры
- Castlevania: Curse of Darkness (2005)
- Sonic Unleashed (2008)

### Режиссёр
- Megazone 23 (последняя часть) (1985—1989)
- Metalskin Panic Madox-01 (1988)
- Genesis Survivor Gaiarth (1 серия) (1992—1993)
- Gasaraki (сценарист 25 серии) (1998—1999)
- Яблочное зёрнышко (2004)
- Яблочное зёрнышко 2
- Viper’s Creed (2009)
- Halo Legends (2010)
- Звёздный десант: Вторжение (2012)
- Космический пират Харлок (2013)
- Appleseed Alpha (2014)
- Evangelion:Another Impact, часть Japan Animator Expo (2015)
- Звёздный десант: Предатель Марса (2017)